# Polycladida
Los policládidos o políclados (Polycladida) son un orden de platelmintos del subfilo Rhabditophora. Se conocen unas 700 especies.
Forman un extenso grupo de planarias marinas de tamaño medio o grande (hasta unos 8 cm), muy aplanadas, habitantes casi todos de áreas litorales. Con frecuencia presentan coloraciones muy vistosas, sobre todo las especies tropicales, donde alcanzan una gran diversidad en los arrecifes de coral. Con tales colores advierten de su potencial toxicidad a posibles depredadores (aposematismo).
Tienen numerosos ocelos y con frecuencia tentáculos táctiles. El intestino tiene típicamente numerosas ramas muy ramificadas (de donde deriva el nombre del orden).

## Taxonomía
Lang (1884) divide el orden de los policládidos en dos subórdenes, basándose en la ausencia o presencia de una ventosa adhesiva. No obstante, el Registro Mundial de Especies Marinas incluye actualmente en Polycladida las familias Pseudoceridae y Theamidae, pendientes de verificación definitiva:
- Cotílidos (Cotylea). Tienen un órgano adhesivo glandular y musculoso en posición ventral; el aparato copulador se sitúa en la parte anterior del cuerpo. Son parte destacada de las comunidades de los arrecifes de coral. Thysanozoon, Prosthiostomum y Prostheceraeus son algunos géneros característicos.

- Acotílidos (Acotylea). Carecen de órgano adhesivo y el órgano copulador está situado en la región posterior. Son depredadores importantes de invertebrados marinos, incluyendo bivalvos de interés comercial. Stylochus, Leptoplana y Discocelis, son algunos géneros del suborden.